# Jon Iñarritu García
Jon Iñarritu García (Leioa, Biscaia, País Basc, 28 de març de 1979) es un polític basc de la coalició Euskal Herria Bildu, 
Jon Iñarritu es va llicenciar en Dret a la Universitat del País Basc i va cursar el màster en Dret Europeu i Internacional a la Universitat Pierre-Mendès-France de Grenoble.
Va ser fundador d'Aralar, diputat del Congrés dels Diputats espanyol a la X Legislatura (2011-2015) per la coalició Amaiur, i actualment és senador en el Senat d'Espanya per la coalició d'esquerres Euskal Herria Bildu des del 15 de desembre de 2016, a proposta del Parlament Basc.